# Vitis metziana
Vitis metziana är en vinväxtart som beskrevs av Friedrich Anton Wilhelm Miquel. Vitis metziana ingår i släktet vinsläktet, och familjen vinväxter. Inga underarter finns listade i Catalogue of Life.